# S/2007 (55637) 1
S/2007 (55637) 1 é um satélite natural do corpo celeste denominado de 2002 UX25.

## Descoberta
O satélite foi descoberto em agosto de 2005 a partir de observações realizadas com o Telescópio Espacial Hubble, e sua descoberta foi anunciada no dia 22 de fevereiro de 2007.

## Características físicas
Ele é um objeto transnetuniano que foi descoberto a 0,16 segundos de arco do corpo primário com uma diferença de magnitude aparente de 2,5. Assumindo um albedo similar, a magnitude sugere que o satélite tem um diâmetro de 205 ± 55 km. Este satélite ainda não teve a sua órbita determinada.